# Place d'Italie avec statue
Place d'Italie avec statue est un tableau réalisé par le peintre italien Giorgio De Chirico en 1965-1970. Cette huile sur toile est un paysage urbain métaphysique représentant une place d'Italie typique de la série dite des Places d'Italie. Elle est conservée au musée d'Art moderne de Paris, à Paris.

## Expositions
- Giorgio de Chirico, aux origines du surréalisme belge. René Magritte, Paul Delvaux, Jane Graverol, Beaux-Arts Mons, Mons, 2019 — no 23, p. 94.